# Занджан
Занджан (на персийски: زنجان) е град в Северозападен Иран. Населението му е 341 801 жители (89 829 семейства) (2006 г.) Намира се на 1638 м н.в. в часова зона UTC+3:30 на 298 км северозападно от столицата Техеран на главната магистрала за град Тебриз (Иран) и Турция и на 125 км. от Каспийско море.
Град Занджан, който е столица на едноименната провинция, се състои от две големи долини, разположени на реките Занджан Руд и Сефид Руд, между които планините Гаравол и Ангуран са разположени. Основаването на Занджан ни връща към управлението на Ардашир I, когато градът се е казвал Шахин или Шахан.
Градът е претърпял тежки щети по време на Монголското нашествие, но е възстановен скоро след това. Занджан свидетелства за много трагични събития в хода на историята си, но ги е преодолял и днес притежава много ценни и исторически паметници.
От 16 век, град Занджан е един от основните индустриални градове на Иран, в които се произвеждат неръждаеми остри саби. Градът е известен и със сребърните си бижута.
Населението на града се състои предимно от ирански азербайджанци, които говорят азербайджански език.
Сред основните забележителности на града са Солтание джамия и неговият величествен купол; Базарът на Занджан от Каджарския период; Пералнята Рахтшуи хуне.

## Известни личности
Родени в Занджан
- Наргиз Мохамади (р. 1972), общественичка